# Nephopterix rufostriatella
Nephopterix rufostriatella is een vlinder uit de familie snuitmotten (Pyralidae). De wetenschappelijke naam van deze soort is voor het eerst geldig gepubliceerd in 1893 door Pagenstecher.
De soort komt voor in tropisch Afrika.